# Nataliya Sinişin

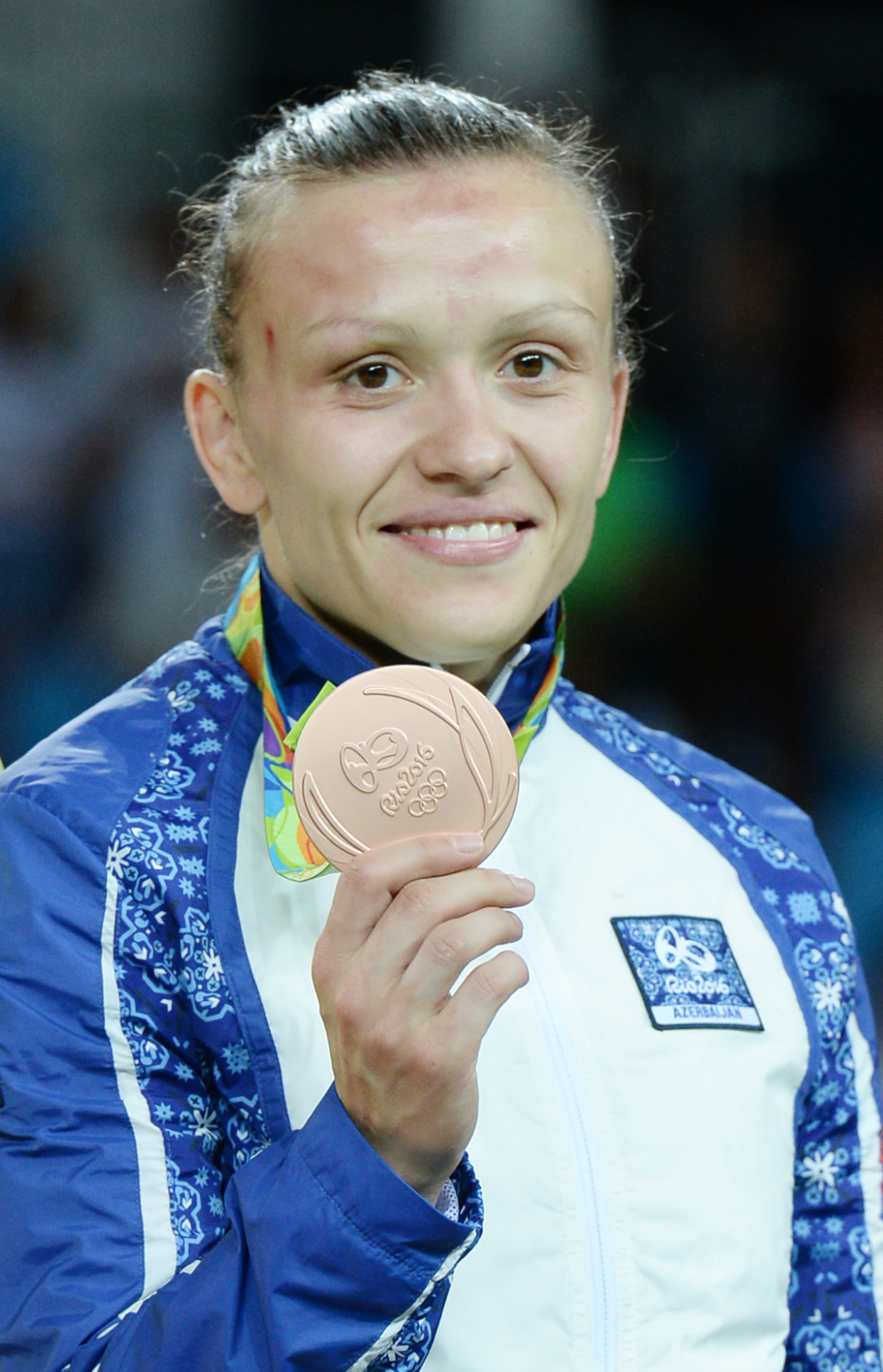
Nataliya Sinişin, 2016

Nataliya Sinişin (ukrainisch Ната́лія І́горівна Сини́шин; aserbaidschanisch Nataliya Sinişin; * 3. Juli 1985 in Sosniwka, Oblast Lwow) ist eine ehemals ukrainische, seit 2014 aserbaidschanische Ringerin. Sie wurde 2009 und 2012 Europameisterin in der Gewichtsklasse bis 55 kg Körpergewicht.

## Werdegang
Nataliya Sinişin begann als Jugendliche im Jahre 1998 mit dem Ringen. Sie ist Mitglied von Dynamo/Spartak Lwiw und wird bzw. wurde von Wiktor Glibenko und Oleg Sasonow trainiert. Nach einem Sportlehrerstudium betätigt sie sich z. Zt. ausschließlich als Ringerin. Die 1,60 Meter große Athletin startet entweder in der Gewichtsklasse bis 55 kg oder in der bis 59 kg Körpergewicht.
Auf der internationalen Ringermatte erschien sie erstmals im Jahre 2005. Sie belegte dabei beim Welt-Cup in Clermont-Ferrand in der Gewichtsklasse bis 59 kg hinter Ayako Shōda, Japan, Sally Roberts, USA und Yoselin Rojas Urbica, Venezuela den 4. Platz. Anschließend kam sie bei der Weltmeisterschaft der Junioren in Vilnius in derselben Gewichtsklasse nach zwei Siegen und zwei Niederlagen gegen Kei Yamana, Japan und Wiktorija Grigorjewa aus Lettland auf den 5. Platz. Einen Monat später feierte sie dann ihren bis dahin größten Erfolg, sie wurde nämlich in Breslau Junioren-Europameisterin. Dabei verwies sie mit Julia Ratkewitsch aus Belarus, Larissa Kanajewa aus Russland und Anna Swiridowska aus Polen hervorragende Ringerinnen auf die Plätze.
Große Erfolge feierte Nataliya Sinişin auch in den Jahren 2006 bis 2009. Es begann mit einem 3. Platz bei der Weltmeisterschaft 2006 in Guangzhou in der Gewichtsklasse bis 59 kg. Sie besiegte dort u. a. Erin Tomeo aus den Vereinigten Staaten und Marianna Sastin aus Ungarn. Eine Niederlage musste sie von Su Lihai aus China hinnehmen. 2007 wurde sie bei der Europameisterschaft in Sofia in der Gewichtsklasse bis 55 kg Vize-Europameisterin. Im Endkampf verlor sie dabei gegen Natalja Golz aus Russland. Vorher hatte sie u. a. Anna Gomis aus Frankreich und Ludmila Cristea aus Rumänien besiegt. Bei der Weltmeisterschaft dieses Jahres in Baku gewann sie wiederum eine Bronzemedaille. Nach einer Niederlage gegen die Überraschungsweltmeisterin Audrey Prieto aus Frankreich erkämpfte sie sich diese Medaille durch einen Sieg über Sandra Roa aus Kolumbien.
Eine weitere Bronzemedaille gewann Nataliya Sinişin bei der Europameisterschaft 2008 in Tampere. Nach einer Niederlage gegen Elvira Mursalowa aus Aserbaidschan erkämpfte sie sich diese Medaille durch Siege über Agata Pietrzyk aus Polen und Tatjana Bochan aus Belarus. Im Jahre 2009 feierte sie dann bei den Damen ihren ersten Titelgewinn bei einer internationalen Meisterschaft. Sie wurde in Vilnius Europameisterin in der Gewichtsklasse bis 55 kg Körpergewicht. Auf dem Weg zu diesem Erfolg besiegte sie Silwia Bilanska aus Polen, Valentina Minguzzi aus Italien und Alena Filipawa aus Belarus.
Getrübt wurden diese Erfolge durch das schlechte Abschneiden von Nataliya Sinişin bei den Olympischen Spielen 2008 in Peking und bei der Weltmeisterschaft 2009 in Herning/Dänemark. In Peking verlor sie ihren ersten Kampf gegen Marcie van Dusen aus den Vereinigten Staaten, schied aus und kam nur auf den 12. Platz. In Herning kam sie zwar zu einem Sieg über Um Ji-Eun aus Nordkorea, unterlag aber in ihrem nächsten Kampf gegen Ana Maria Pavăl aus Rumänien und landete auf dem 11. Platz.
Fast noch schlechter schnitt sie dann bei den internationalen Meisterschaften des Jahres 2010 ab. Bei der Europameisterschaft in Baku verlor sie wiederum gegen Ana Maria Pavăl und kam auf den 10. Platz und bei der Weltmeisterschaft in Moskau verlor sie gegen Johanna Mattsson aus Schweden und landete gar auf dem 21. Platz. Im Jahre 2011 wurde sie dann bei keinen internationalen Meisterschaften eingesetzt.
Zurück in die Erfolgsspur fand Nataliya Sinişin dann bei der Europameisterschaft 2012 in Belgrad, wo sie sich mit einem Sieg im Finale über Sofia Matsson ihren zweiten Europameistertitel holte.
2015 errang sie für Aserbaidschan die Bronzemedaille bei den Europaspielen 2015.

## Internationale Erfolge
| Jahr | Platz | Wettbewerb                        | Gewichtsklasse | Erfolge |
| 2005 | 4.    | Welt-Cup in Clermont-Ferrand      | bis 59 kg      | hinter Ayako Shōda, Japan, Sally Roberts, USA und Yoselin Rojas Urbica, Kolumbien                                                                                              |
| 2005 | 5.    | Junioren-WM in Vilnius            | bis 59 kg      | nach Siegen über Andrea Cuc, Rumänien und Anna Swiridowska, Polen und Niederlagen gegen Kei Yamana, Japan und Wiktorija Grigorjewa, Lettland                                   |
| 2005 | 1.    | Junioren-EM in Breslau            | bis 59 kg      | vor Julia Ratkewitsch, Belarus, Larissa Kanajewa, Russland und Anna Swiridowska                                                                                                |
| 2006 | 4.    | Welt-Cup in Nagoya                | bis 55 kg      | hinter Saori Yoshida, Japan, Su Lihui, China und Tonya Verbeek, Kanada |
| 2006 | 3.    | WM in Guangzhou                   | bis 59 kg      | nach einem Sieg über Olga Tscherkaschewa, Kasachstan, einer Niederlage gegen Su Lihui und Siegen über Branne Leigh Graham, Kanada, Erin Tomeo, USA und Marianna Sastin, Ungarn |
| 2007 | 2.    | EM in Sofia                       | bis 55 kg      | nach Siegen über Georgiana Narcisa Paic, Rumänien, Anna Gomis, Frankreich und Ludmila Cristea, Rumänien und einer Niederlage gegen Natalja Golz, Russland                      |
| 2007 | 3.    | WM in Baku                        | bis 59 kg      | nach Siegen über Kim Hee-joung, Südkorea, Larissa Kanejewa und Ayako Shōda, einer Niederlage gegen Audrey Prieto, Frankreich und einem Sieg über Sandra Roa, Kolumbien         |
| 2008 | 3.    | EM in Tampere                     | bis 59 kg      | nach Sieg über Wiktorija Grigorjewa, Niederlage gegen Elvira Mursalowa, Aserbaidschan und Siegen über Agata Pietrzyk, Polen und Tatjana Bochan, Belarus                        |
| 2008 | 12.   | OS in Peking                      | bis 55 kg      | nach einer Niederlage gegen Marcie van Dusen, USA |
| 2009 | 1.    | EM in Vilnius                     | bis 55 kg      | nach Siegen über Siwia Bilenska, Polen, Valentina Minguzzi, Italien und Alena Filipawa, Belarus                                                                                |
| 2009 | 8.    | Golden-Grand-Prix in Baku         | bis 55 kg      | Siegerin: Chikako Matsukawa, Japan vor Julia Ratkewitsch und Sona Ahmadli, Aserbaidschan                                                                                       |
| 2009 | 11.   | WM in Herning/Dänemark            | bis 55 kg      | nach einem Sieg über Um Ju-Eun, Nordkorea und einer Niederlage gegen Ana Maria Pavăl, Rumänien                                                                                 |
| 2010 | 5.    | Golden-Grand-Prix in Krasnojarsk  | bis 55 kg      | hinter Natalja Golz, Irina Kissel und Irina Ologonowa, alle Russland und Nilufar Gadajewa, Usbekistan                                                                          |
| 2010 | 10.   | EM in Baku                        | bis 55 kg      | nach einer Niederlage gegen Ana Maria Pavăl |
| 2010 | 1.    | Golden-Grand-Prix in Baku         | bis 55 kg      | vor Aiym Abdildina, Kasachstan, Chikako Matsukawa und Jekaterina Sergejewna Krasnowa, Russland                                                                                 |
| 2010 | 21.   | WM in Moskau                      | bis 59 kg      | nach einer Niederlage gegen Johanna Mattsson, Schweden |
| 2011 | 3.    | Golden-Grand-Prix in Krasnojarsk  | bis 55 kg      | hinter Kanako Murata, Japan und Irina Kissel, gemeinsam mit Irina Chariw, Ukraine                                                                                              |
| 2011 | 8.    | Golden-Grand-Prix in Baku         | bis 55 kg      | nach einem Sieg über Sofia Mattsson, Schweden und einer Niederlage gegen Tetjana Lasarewa, Ukraine                                                                             |
| 2011 | 2.    | Intern. Ukrainian Turnier in Kiew | bis 55 kg      | hinter Tetjana Lasarewa, vor Marwa Amri, Tunesien und Salina Sidakowa, Belarus                                                                                                 |
| 2012 | 2.    | Intern. Ukrainian Turnier in Kiew | bis 55 kg      | hinter Tonya Verbeek, vor Sündewiin Bjambatseren, Mongolei und Irina Kissel |
| 2012 | 1.    | EM in Belgrad                     | bis 55 kg      | vor Sofia Mattsson, Maria Gurowa, Russland und Ana Maria Pavăl |
| 2015 | 3.    | Europaspiele in Baku              | bis 55 kg      | nach Siegen über Patrizia Liuzzi, Italien, Bediha Gün, Türkei, einer Niederlage gegen Sofia Mattsson und einem Sieg gegen Tetjana Kit, Ukraine                                 |

## Erläuterungen
- alle Wettkämpfe im freien Stil
- OS = Olympische Spiele, WM = Weltmeisterschaft, EM = Europameisterschaft